# Le Bouclier arverne
Le bouclier arverne est le onzième album de la bande dessinée Astérix, publié en 1968, scénarisé par René Goscinny et dessiné par Albert Uderzo.
Il a été pré-publié dans le journal Pilote du no 399 (15 juin 1967) au no 421 (16 novembre 1967).

## Résumé
Lors de la reddition de Vercingétorix devant Jules César, après le siège d'Alésia, le bouclier du chef gaulois vaincu a été récupéré par un soldat romain, puis est passé de main en main pour se perdre, à priori, à tout jamais.
Quelques années plus tard, César, inquiet de l'excitation qui règne en pays Arverne, veut rappeler aux Arvernes sa victoire sur la Gaule en faisant une démonstration triomphale debout sur le bouclier de Vercingétorix. Or le bouclier est introuvable. Il envoie donc à Gergovie le tribun Tullius Fanfrelus, pour le retrouver.
Au village gaulois, le chef Abraracourcix est malade, victime d'une « crise de foie », provoquée par le dernier banquet. Le druide Panoramix l'envoie suivre une cure thermale à Aquae Calidae (Vichy), du côté de Gergovie, accompagné d'Astérix et Obélix.
Pour ne pas perturber sa cure, le chef envoie ses deux comparses visiter la région. A Gergovie, ils font la connaissance d'un Arverne nommé Alambix, marchand de vins et de charbon. Ils apprennent par un espion ivre et trop bavard que César recherche le bouclier de Vercingétorix. Pour montrer au dictateur que la Gaule n'est pas complètement vaincue, Astérix décide de retrouver le bouclier du chef arverne avant lui.
À travers de nombreuses péripéties et différents lieux (Gergovie, Borvo, Nemessos), et malgré les Romains cherchant à les devancer, Astérix et Obélix retrouvent les Arvernes et les Romains qui ont successivement possédé le bouclier et se le sont transmis, échangé, confisqué ou racheté : le soir de la défaite de Vercingétorix, un légionnaire, Lucius Coquelus, a volé le bouclier, pour le perdre au jeu de dés avec un autre légionnaire, Marcus Perrus. Un centurion ivre, Ballondebaudrus, a confisqué le bouclier au légionnaire, pour l'échanger dans une taverne contre une amphore de vin. Le tavernier, qui se révèle être Alambix, a cédé le bouclier à un guerrier gaulois inconnu, reparti ensuite chez lui.
Lorsque Abraracourcix amaigri, ayant terminé sa cure à Aquae Calidae, rejoint Astérix, Obélix et Alambix à Gergovie, ce dernier, stupéfait, reconnaît en lui l'inconnu à qui il a cédé le bouclier. Or il apparaît qu'Abraracourcix est toujours en possession du bouclier, qu'il a même amené avec lui : c'est celui sur lequel il se déplace habituellement, à l'aide de ses porteurs. Pour narguer les Romains, Abraracourcix fait une sortie triomphale sur le bouclier, porté par Obélix, au milieu des Arvernes et sous les yeux de Jules César venu incognito. Le dictateur se venge sur Tullius Fanfrelus en l'exilant avec ses hommes pour se débarrasser des témoins de son humiliation. Les trois héros gaulois rentrent ensuite au village avec le bouclier, et un banquet nocturne a lieu, sans le chef à qui sa femme interdit de sortir pour ne pas risquer une rechute.

## Personnages principaux
- Les habitants du village gaulois, dont : 
  - Astérix, guerrier,
  - Obélix, livreur de menhir,
  - Panoramix, druide,
  - Abraracourcix, chef du village,
  - Bonemine, épouse d'Abraracourcix,
  - Idéfix, chien d'Obélix,
  - Cétautomatix, forgeron,
  - Assurancetourix, barde,
- Jules César, imperator romain,
- Vercingétorix, chef des Gaulois,
- Diagnostix, druide aux thermes d'Aquae Calidae,
- Tullius Fanfrelus, tribun romain, envoyé spécial de Jules César pour retrouver le bouclier arverne,
- Alambix, Arverne de Gergovie, commerçant en vins et charbons, au parler chuintant,
- épouse d'Alambix,
- Caius Joligibus, légionnaire tire-au-flanc porté sur la boisson, chargé par son supérieur Fanfrelus d'espionner les Arvernes,
- Percaline, hôtesse d'accueil de la fabrique de roues Coquelus,
- Cornelia, collaboratrice à la fabrique de roues Coquelus,
- Lucius Coquelus, ancien légionnaire ayant fait fortune dans la fabrication de roues,
- Pronostix, druide aux thermes de Borvo,
- Caïus Laïus, Claudius Hypoténus, Gracchus Arquebus, garçons de bain aux thermes de Borvo,
- Tomatojus, masseur aux thermes de Borvo,
- Marcus Perrus, ancien légionnaire ayant ouvert une auberge, Le Sanglier au Vin,
- Ballondebaudrus, centurion ivre ayant confisqué le bouclier arverne à Marcus Perrus,
- Bainpublix, beau-frère d'Alambix, livreur de charbon.

## Analyse

### Éléments historiques

Vercingétorix jette ses armes aux pieds de César.
Tableau de Lionel Royer (1899), reflet iconographique de l'historiographie nationaliste du XIXe siècle.

L'album fait de nombreuses références au siège de Gergovie et au siège d'Alésia.
Le siège de Gergovie, en 52 av. J.-C., est une des batailles principales de la guerre des Gaules. Elle voit les forces gauloises, rassemblées sous la conduite de l'Arverne Vercingétorix, repousser victorieusement les assauts des légions romaines de Jules César, qui assiégeaient l'oppidum de Gergovie, à proximité de la cité arverne de Nemossos.
Le siège d'Alésia, bataille décisive de la fin de la guerre des Gaules, voit la défaite de la coalition des Gaulois menée par Vercingétorix face à l'armée romaine de César. Elle s'est déroulée entre juillet et septembre 52 av. J.-C. Cette défaite marque la fin de toute résistance organisée à la domination romaine en Gaule. Vercingétorix, vaincu, dépose les armes au pied de César et, captif, est incarcéré durant six ans dans la prison mamertine, probablement exécuté après le triomphe de son vainqueur en 46 av. J.-C..

### Éléments humoristiques
C'est la première apparition de Bonemine, épouse d'Abraracourcix. Une femme lui ressemblant et préparant le chef gaulois à recevoir Aplusbégalix était cependant déjà apparue dans l'album Le Combat des chefs, mais elle le vouvoyait (« Si vous bougez tout le temps !... »), ce qui semble indiquer qu'il s'agissait plutôt d'une servante. Bonemine semble avoir les traits de l'actrice française Marthe Villalonga.
On retrouvera Alambix dans Astérix en Corse, avec de nombreux autres personnages, alors qu'ils viennent au village gaulois pour le banquet anniversaire de la victoire de Gergovie.
Lorsque Jules César demande à Fanfrelus de lui apporter ses trophées pris à Vercingétorix, celui-ci lui rapporte qu'il n'a pas de souvenir de la guerre des Gaules. César ajoute : « Sans commentaire » ; clin d'œil aux Commentaires sur la Guerre des Gaules qu'il a écrits.
Lorsque Astérix va voir Coquelus, directeur d'une fabrique de roues à Nemessos (Clermont-Ferrand), les auteurs font référence aux usines Michelin qui fabriquent des pneus dans cette ville depuis les débuts de l'automobile. Obélix y imagine comment l'industrialisation du menhir pourrait le rendre riche (ce qui se réalisera d'ailleurs dans l'album Obélix et Compagnie).
À Nemessos, la statue de César installée devant la fabrique de roues est une référence à la statue de Vercingétorix ornant la place de Jaude à Clermont-Ferrand.
Les marchands auvergnats du village d'Alambix possèdent tous un étal de « vins et charbons » en référence à la vague d'immigration auvergnate dans Paris au XIXe siècle, ces « bougnats » qui vendaient du vin et du charbon. Ceux-ci parlent d'ailleurs du « bon temps où nous étions à Lutèce (Paris) ».
Abraracourcix et Alambix déclarent qu'ils ne savent pas où se trouve Alésia, et que personne ne le sait, d'ailleurs. C'est une allusion au débat sur la localisation d'Alésia. Les auteurs l'expliquent par le « chauvinisme gaulois », cette bataille ayant été perdue par ces derniers.
Lors du voyage vers Aquae Calidae (Vichy), Abraracourcix dit pendant l'un des repas dans l'une des auberges sur leur chemin « quand l'appétit va, tout va ! », citation réutilisée dans le dessin animé Astérix et Cléopâtre, sorti peu après l'album.

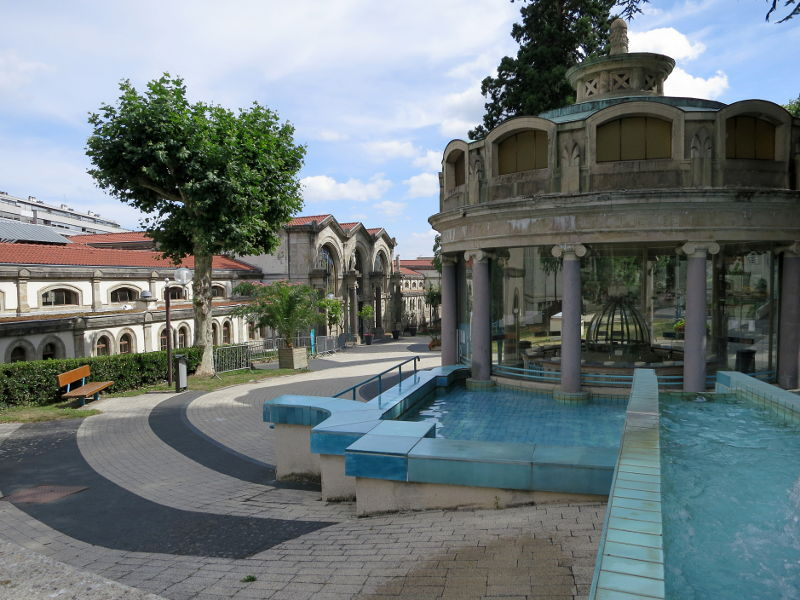
Vue de la source Eugénie et de l'établissement thermal de Royat.

Bien que la cure d'Abraracourcix soit à Aquae Calidae, la première image de la page 10 est une référence à la source Eugénie et l'établissement thermal de Royat.
Quand Abraracourcix est encore accompagné d'Astérix et Obélix, au début de sa cure, Obélix a la mauvaise idée de plonger brusquement dans un bassin où barbotent déjà son chef et d'autres curistes ; sa corpulence a l'effet de le vider d'un coup, envoyant l'eau dans un bassin voisin, jusqu'alors vide. Tandis qu'Obélix et Astérix vont ensuite se baigner dans la piscine devenue pleine, Abraracourcix reste, seul, dans la piscine vide. Arrive le directeur de l'établissement, inquiet des perturbations causées par l'escorte du chef gaulois ; il demande à celui-ci : « Abraracourcix, où sont tes Gaulois ? ». « Mes Gaulois sont dans la pleine » répond le chef, allusion aux paroles parodiques « Les Gaulois sont dans la plaine » que la tradition populaire substitue très souvent aux paroles originales (« Fiers enfants de la Lorraine »), d'une des pièces les plus connues du répertoire militaire français, la Marche lorraine.
Le personnage du légionnaire Caius Joligibus a le même maintien et la même attitude que Gaston Lagaffe. Lorsqu'il se déguise en civil il porte même un haut aussi vert que le chandail de Gaston.
En mai 2010, un parallèle avait été fait entre ce onzième album et la onzième finale à jouer de l'ASM Clermont Auvergne en championnat de France de rugby. Comme pour conjurer le sort des joueurs auvergnats jusque-là toujours battus en finale, et en rapport avec le titre rappelant le bouclier de Brennus, le trophée décerné à l'équipe championne, il était ainsi « écrit » que le Bouclier arriverait en Auvergne pour la première fois lors de cette onzième tentative.

### Fautes d'orthographe
- Planche 4A Panoramix dit : « Le druide Diagnostix qui dirije » (faute corrigée dans les éditions ultérieures).
- Planche 5B, un encart texte orthographie "aquae cadidae" au lieu de caLidae.
- Planche 21A, Joligibus dit : « Et bien alors... Avé ! » au lieu de « Eh bien alors... Avé ! »
- Planche 23B, Astérix affirme : « C'est nous qui trouverons le bouclier ! C'est nous qui feront le triomphe, par Toutatis ! »
- Planche 25B, après avoir déclaré « Tu crois que je devrais avoir un bureau pour vendre mes menhirs ? », Obélix imagine : « Comme ça, je vendrai peut-être des menhirs dans le monde entier... » C'est du conditionnel, il aurait fallu écrire « je vendrais ».
- Planche 32B, Obélix dit : « Perrus ! Après les amuses gueules, tu pourras servir les sangliers ! » Amuse-gueule est un mot composé invariable (le Larousse accepte « amuse-gueules »)...
- Planche 40A, Astérix demande : « Et bien explique-toi Alambix. »
- Planche 41A, le futur simple est employé en place du futur du passé (ou de concordance), qui a la même forme que le conditionnel passé: « On m'a dit que je vous trouverai ici. » Il faut écrire "trouverais".

### Villes et lieux traversés
- Le village gaulois
- Aquae Calidae, Vichy
- Gergovie, La Roche-Blanche
- le puy de Dôme
- Borvo, La Bourboule
- Nemessos, Clermont-Ferrand

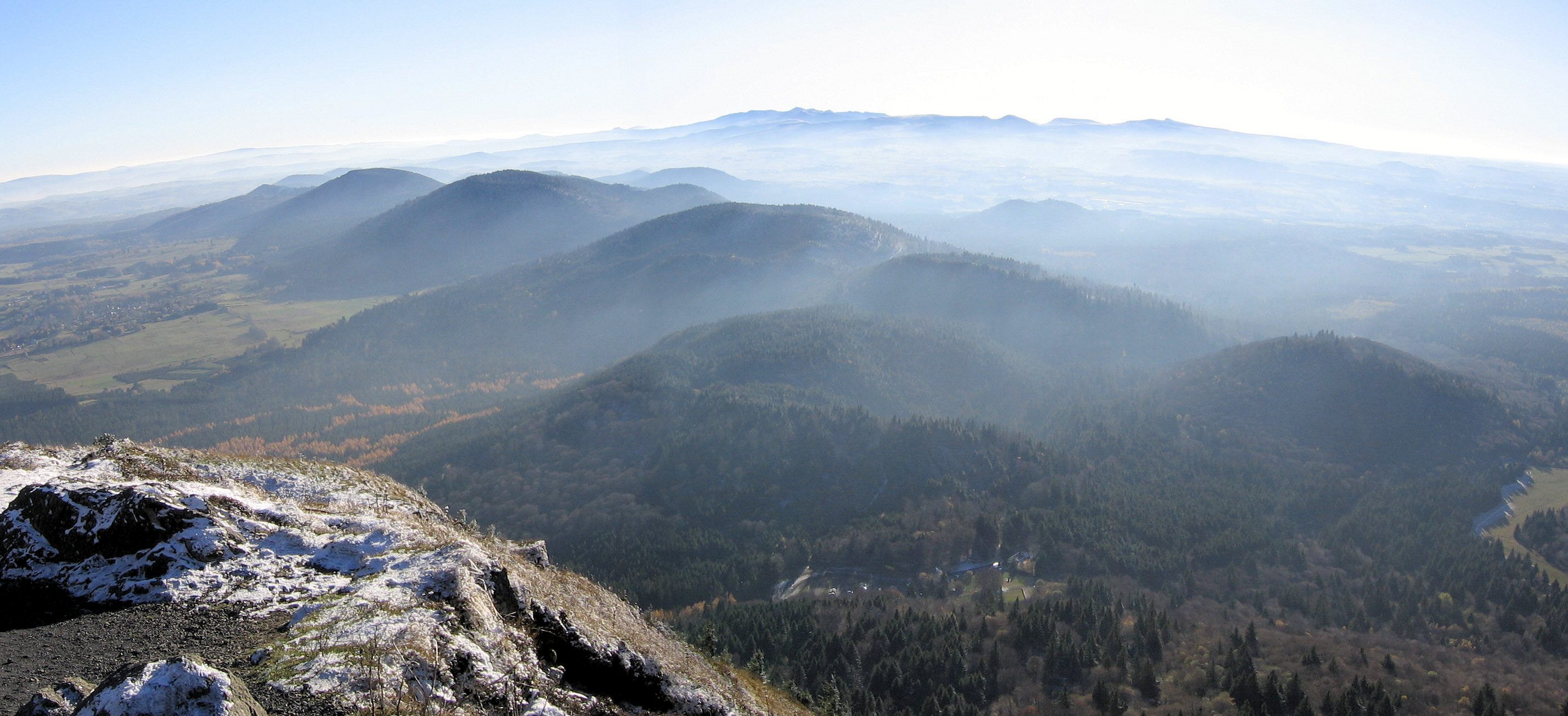
La chaîne des Puys depuis le puy de Dôme, illustrée sur la planche 15A

Les villes de Neriomagus (Néris), Calentes Baiae (Chaudes-Aigues), Alésia, Anicium (Le Puy-en-Velay), Segodunum (Rodez) et Rome sont également citées.

### Citations latines
- Diem perdidi ! (J'ai perdu ma journée !) : phrase prononcée par Lucius Coquelus perdant le bouclier arverne au jeu de dé.
- Quo vadis ?  (Où vas-tu ?) : phrase prononcée par le centurion Ballondebaudrus confisquant le bouclier arverne à Marcus Perrus.
- O tempora ! O mores !  (Ô temps ! Ô mœurs !) : phrase prononcée par Marcus Perrus triste qu'on lui ait confisqué le bouclier arverne.
- Vade retro ! (Retire-toi !) : phrase prononcée par Tullius Fanfrelus en colère contre Obélix, puis par Jules César en colère contre Tullius Fanfrelus.
- Audaces fortuna juvat ! (La fortune sourit aux audacieux !) : phrase prononcée par Tullius Fanfrelus en colère contre Obélix.
- Veni, vidi, vici (Je suis venu, j'ai vu, j'ai vaincu) : phrase prononcée par César en colère que les Arvernes rigolent, puis à nouveau par César (sous la forme Veni, vidi, et j'ai compris face à Abraracourcix sur le bouclier arverne.
- Ab imo pectore (Du fond du cœur) : phrase prononcée par Tullius Fanfrelus pour remercier César.
- Sol lucet omnibus (Le soleil luit pour tout le monde) : phrase prononcée par  Caius Joligibus (sous la forme Chol luchet omnibuche avec l'accent arverne utilisé par Joligibus) déguisé en Arverne en mission d'espionnage.
- Carpe diem (Profite du jour) : phrase inscrite sur le bureau de Lucius Coquelus.
- Bis repetita non placent (Ce qui est répété ne séduit plus) : phrase prononcée par Jules César (sous la forme « Ah non ! Bis repetita ne placent pas toujours ! »), refusant une nouvelle attaque de Gergovie.

## Tirage
Cet album s'est vendu à plus d'un million d'exemplaires.

## Adapatation
Le jeu vidéo Astérix et le Pouvoir des dieux tire son scénario de cet album.